# Королюк Олександр Андрійович
Олександр Андрійович Королюк (12 лютого 1990, Кривий Ріг) — український письменник, YouTube-блогер та мандрівник. Широкому загалу став відомий після подолання 4270 кілометрів Тихоокеанським верховинним шляхом та благодійної велоподорожі від Лос-Анджелесу до Нью-Йорку. Під час цієї подорожі Олександр разом зі своєю подругою Ганною проїхали 6500 кілометрів та зібрали 10300 доларів США на потреби 35-го окремого стрілецького батальйону Збройних Сил України.

## Життєпис
Народився 12 лютого 1990 року в місті Кривий Ріг. В 2007 році закінчив Криворізьку гімназію № 95 та вступив до Національного університету «Одеська юридична академія» де в 2012 році отримав звання бакалавра. З 2012 по 2014 вчився в Київському національному університеті імені Тараса Шевченка, отримавши ступінь магістра права.
В 2015 році іммігрував до Сполучених Штатів Америки, отримавши статус резидента.

## Великі піші подорожі по світу

### Тихоокеанський верхновинний шлях
2 квітня 2022 року Олександр покидає своє стале життя в Лос Анджелесі, та вирушає в похід від Мексики до Канади. 4270 кілометрів пішої подорожі через Каліфорнію, Орегон і Вашингтон стежками Тихоокеанського Верховинного Шляху. 
Цій подорожі передували сильні внутрішні гойдалки. Десь за три роки до того я почав розуміти, що щось у моєму житті не так. Мені набридла моя робота, набридло працювати заради грошей, не бачачи ніяких перспектив у майбутньому. Я уперся в певну стелю і більше не ріс, загубивши відчуття життя і мотивацію щось робити кожен день.
4 червня 2022 року мандрівнику підкорюється найвища вершина в континентальній частині США – гора Вітні, де він піднімає український прапор.
25 вересня 2022 року Олександр дістається кордону США та Канади в заповіднику Пасайтен, що розташований в штаті Вашингтон. По результатам цієї пішої подорожі була написана книга "Революція рюкзаків: загубити все, щоб знайти себе в поході від Мексики до Канади" та опублікована серія відео-матеріалів на YouTube.

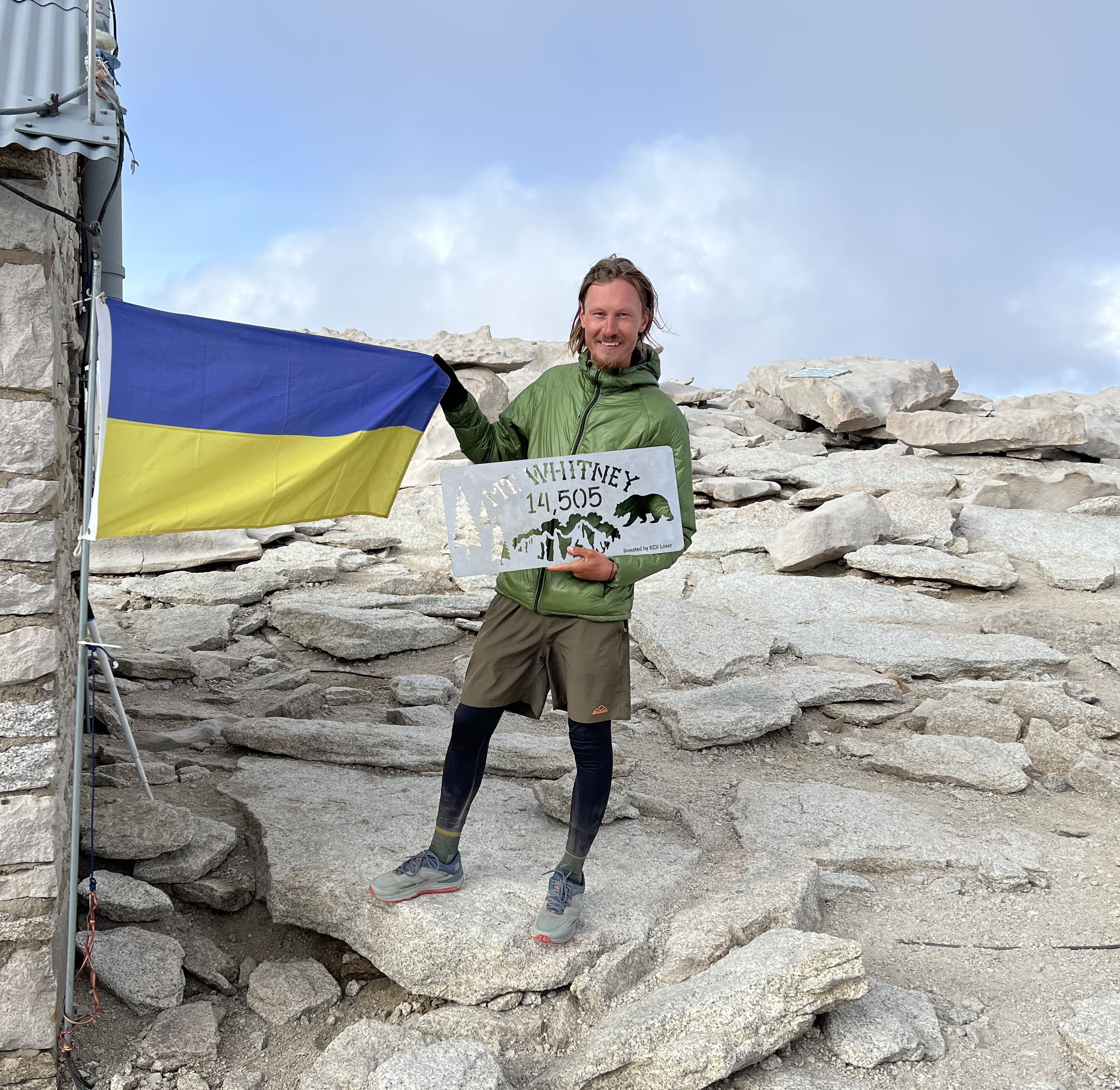
На вершіні гори Вітні - 4421 метр над рівнем моря

### Стежка Континентального Вододілу
Наступною великою пригодою, на шляху до потрійної корони хайкінгу став похід по стежці континентального вододілу, який тривав з 15 квітня 2023 року по 6 вересня 2023. В результаті Олександр пішки подолав маршрут, який пролягає через штати Нью-Мексико, Колорадо, Вайоминг та Монтана, пройшовши майже 5000 кілометрів.

### Нова Зеландія
З 15 листопада 2023 року по 5 лютого 2024 року – піша подорож Новою Зеландією вздовж національної пішої стежки Te Araroa. Це маршрут для тривалих піших походів, що простягається приблизно на 3000 кілометрів уздовж двох основних островів країни — від мису Реїнга до Блаффа. Стежку офіційно відкрили у 2011 році. Вона складається зі суміші вже існуючих стежок і доріжок, нових маршрутів та з’єднувальних ділянок уздовж доріг.

### Паломницька подорож в Японії
У 2024 році Олександр Королюк став першим українцем, який документально підтвердив проходження всього маршруту паломницької подорожі острова Шикоку в Японії. З 10 вересня по 25 жовтня він пройшов 1200 кілометрів, відвідавши усі 88 храмів, що входять до цього знаменитого маршруту. Ця подорож стала важливою частиною його мандрівної діяльності і сприяла розширенню розуміння глобальних паломницьких практик серед українців.

## Благодійна вело-подорож
7 квітня 2024 року Олександр разом зі своєю подругою Ганною, почали велику велосипедну подорож від Тихого до Атлантичного океану, ціль якої ще раз обʼєднати спільноту українців в США, та зібрати гроші для допомоги 35-му окремому стрілецькому батальйону, що на момент подорожі боронив Харківську область.
Подорож почалась на пірсі Санта-Моніки і проходила через штати Каліфорнія, Невада, Аризона, Юта, Колорадо, Небраска, Південна Дакота, Міннесота, Іллінойс, Індіана, Огайо, Західна Вірджинія, Меріленд, Нью-Джерсі та Нью-Йорк, закінчившись на березі Атлантичного Океану в місті Брайтон-Біч.
Вздовж маршруту українці мали зустрічі з громадами в різних містах США, зібравши загалом 10300 доларів пожертв для Збройних Сил України. 
В місті Вашингтон, столиці Сполучених Штатів, Олександр та Ганна мали честь зустрітись з послом України Оксаною Маркаровою. Прийом був організований в Українському домі.
8 липня 2024 року постпред України при ООН Сергій Кислиця та дипломати кількох країн, які підтримали цю ініціативу, зустрілися з Ганною Бубновою та Олександром Королюком у штаб-квартирі Організації Об’єднаних Націй у Нью-Йорку.

## Соціальні мережі
- Королюк Олександр Андрійович у соцмережі «Facebook»
- Королюк Олександр Андрійович  у соцмережі «Instagram»
- YouTube